# Polycentropus veracruzensis
Polycentropus veracruzensis is een schietmot uit de
familie Polycentropodidae. De soort komt voor in het Neotropisch gebied.